# Yaser Bagharab
Yaser Salem Bagharab (né en 1998 au Yémen) est un athlète yéménite naturalisé qatarien, spécialiste du steeple.

## Carrière
Comme sa date de naissance n'est pas connue avec précision, l'IAAF considère qu'il est né le 1er janvier 1998.
Pour le Yémen, il remporte sur 10 000 m la seule médaille de son pays obtenue lors des Championnats d'Asie juniors 2014.
Il remporte pour le Qatar deux médailles d'argent lors des Championnats d'Asie 2017 sur 5 000 m et sur 3 000 m steeple.
Il remporte en battant son record personnel en 8 min 28 s 21, la médaille d'argent lors des Jeux asiatiques de 2018 à Jakarta.
Il est médaillé de bronze aux Championnats panarabes d'athlétisme 2021 à Radès sur 3 000 m steeple.

## Palmarès
| Date | Compétition         | Lieu    | Résultat | Épreuve         | Marque        |
| ---- | ------------------- | ------- | -------- | --------------- | ------------- |
| 2023 | Championnats d'Asie | Bangkok | 2e       | 3 000 m steeple | 8 min 37 s 11 |